# リアル・ラヴ (ビートルズの曲)
「リアル・ラヴ」（Real Love）は、元ビートルズのジョン・レノンによって書かれた楽曲である。レノンは1979年と1980年に「Real Life」というタイトルで、6種類のデモ音源を作成。そのうち、1979年10月に録音したデモ音源が1988年に発売された『イマジン (オリジナル・サウンドトラック)』に収録された。
1995年にビートルズの「ザ・ビートルズ・アンソロジー」プロジェクトの一環で、レノンが生前に録音したデモテープを基に、残った3人のメンバー（ポール・マッカートニー、ジョージ・ハリスン、リンゴ・スター）によって手が加えられ、1996年に発売の『ザ・ビートルズ・アンソロジー2』に新曲として収録された。後にシングル・カットされ、イギリスで最高位4位を記録。

## 背景
元々は「Girls and Boys」という楽曲で、それを改作したものが本作となる。1977年に自宅で携帯式テープレコーダーに初のデモ音源が録音され、途中でタイトルが「Real Life」に変更された。1979年と1980年にデモ音源が6回録音された後、最終的に「Baby Make Love to You」と組み合わされた。
1978年にレノンとオノは、前年より「The Ballad of John and Yoko」と題したミュージカルを計画していることをマスコミに発表。この時点でこのミュージカルに、本作と「男は誰もが」が使用されることが決定していた。
デモ音源の制作過程で歌詞が変更されており、「no need to be alone / it's real love / yes, it's real love」というフレーズが「Why must it be alone / it's real / well it's real life」というような形で変更された。また、複数のテイクにアコースティック・ギターが入っており、ビートルズ・バージョンにはレノンによるピアノや仮段階ながらもダブルトラッキングされたボーカル、タンバリンの音が入っている。
レノンは、1980年に発売した『ダブル・ファンタジー』に、本作を収録することを考えており、収録順決めを行なった際の手書きの原稿にはB面1曲目に本作が配置されていた。結果、本格的なレコーディングが行なわれることなく、1988年に発売された『イマジン (オリジナル・サウンドトラック)』にデモ音源が収録されるまで、世間に発表されることはなかった。その後、1998年に発売の『ジョン・レノン・アンソロジー』と2005年に発売の『決定盤ジョン・レノン〜ワーキング・クラス・ヒーロー』にピアノの弾き語りデモ音源が収録され、2004年に発売の『ラヴ〜アコースティック』にアコースティック・ギターの弾き語り音源が収録された。

## ビートルズバージョンへ
1994年、アンソロジー企画が進み、ポール・マッカートニー・ジョージ・ハリスン・リンゴ・スターの3人は新曲をレコーディングすることを決定。マッカートニーがオノ・ヨーコに「彼の未発表曲はないか？」と尋ね、オノは1977年頃にレノンが自宅で録音した未発表曲「フリー・アズ・ア・バード」「グロー・オールド・ウィズ・ミー」「リアル・ラヴ」「ナウ・アンド・ゼン」の4曲のデモテープをマッカートニーに渡した。
ビートルズ・バージョンの作業は、「フリー・アズ・ア・バード」と同様にサセックスにあるマッカートニーの自宅スタジオで行なわれた。ビートルズ・バージョンへのリニューアル過程はまず、コンピュータで伴奏などの雑音を取り除き、その上からレノンのボーカルに合わせてマッカートニーのボーカルをオーバー・ダビング。その後、レノンのデモ音源に対して、コントラバスとフェンダー・ジャズベースによるベースのパート、フェンダー・ストラトキャスターによる2種類のギターのパート、ドラムのパートが加えられ、この他にハープシコードやハーモニウムがオーバー・ダビングされた。また、テープの回転速度が上げられており、レノンのデモ音源よりもキーが半音高くなっている。

## クレジット
デモ音源
- ジョン・レノン - リード・ボーカル、アコースティック・ギター

ビートルズ・バージョン
- ジョン・レノン - ダブルトラックのリード・ボーカル、ピアノ
- ポール・マッカートニー - バッキング・ボーカル、アコースティック・ギター、ピアノ、ベース、コントラバス、ハーモニウム、ハープシコード、パーカッション
- ジョージ・ハリスン - バッキング・ボーカル、エレクトリック・ギター、アコースティック・ギター、パーカッション
- リンゴ・スター - バッキング・ボーカル、ドラム、パーカッション
- ジェフ・リン - バッキング・ボーカル、ギター

## シングル収録曲
- 収録曲の邦題は、CDの帯に記載されている曲目に準拠。

| #         | タイトル                                                                       | 作詞・作曲             | 時間 |
| --------- | ------------------------------------------------------------------------------ | ---------------------- | ---- |
| 1.        | 「リアル・ラヴ」(Real Love)                                                    | ジョン・レノン         | 3:55 |
| 2.        | 「ベイビーズ・イン・ブラック (ハリウッド・ボウル・ライヴ!!)」(Baby's in Black) | レノン＝マッカートニー | 3:03 |
| 合計時間: | 合計時間:                                                                      | 合計時間:              | 6:58 |

| #         | タイトル                                                                       | 作詞・作曲             | 時間  |
| --------- | ------------------------------------------------------------------------------ | ---------------------- | ----- |
| 1.        | 「リアル・ラヴ」(Real Love)                                                    | ジョン・レノン         | 3:53  |
| 2.        | 「ベイビーズ・イン・ブラック (ハリウッド・ボウル・ライヴ!!)」(Baby's in Black) | レノン＝マッカートニー | 3:03  |
| 3.        | 「イエロー・サブマリン (別テイク)」(Yellow Submarine)                          | レノン＝マッカートニー | 2:47  |
| 4.        | 「ヒア・ゼア・アンド・エヴリホエア (別テイク)」(Here, There And Everywhere)    | レノン＝マッカートニー | 2:23  |
| 合計時間: | 合計時間:                                                                      | 合計時間:              | 12:06 |

## チャート成績（ビートルズ版）

### 週間チャート
| チャート (1996年)                        | 最高位 |
| ---------------------------------------- | ------ |
| オーストラリア (ARIA)                    | 6      |
| ベルギー (Ultratop 50 Flanders)          | 50     |
| カナダ トップシングルス (RPM)            | 12     |
| カナダ アダルト・コンテンポラリー (RPM)  | 38     |
| チェコ (IFPI CR)                         | 2      |
| デンマーク (IFPI)                        | 8      |
| ヨーロッパ (Eurochart Hot 100)           | 5      |
| フィンランド (Suomen virallinen lista)   | 4      |
| フランス (SNEP)                          | 36     |
| ドイツ (GfK Entertainment charts)        | 45     |
| ハンガリー (Mahasz)                      | 8      |
| アイルランド (IRMA)                      | 8      |
| イタリア (Musica e dischi)               | 6      |
| 日本 (オリコン)                          | 53     |
| オランダ (Dutch Top 40)                  | 20     |
| オランダ (Single Top 100)                | 21     |
| スコットランド (Official Charts Company) | 4      |
| スウェーデン (Sverigetopplistan)         | 2      |
| スイス (Schweizer Hitparade)             | 26     |
| UK シングルス (OCC)                      | 4      |
| US Billboard Hot 100                     | 11     |
| US Cash Box Top 100                      | 10     |

### 年間チャート
| チャート (1996年)        | 順位 |
| ------------------------ | ---- |
| Canada Top Singles (RPM) | 86   |

## 認定（ビートルズ版）
| 国/地域                                             | 認定 | 認定/売上数 |
| --------------------------------------------------- | ---- | ----------- |
| アメリカ合衆国 (RIAA)                               | Gold | 500,000^    |
| * 認定のみに基づく売上数 ^ 認定のみに基づく出荷枚数 |      |             |

## トム・オデールによるカバー
トム・オデールは、2014年に放送されたイギリスの百貨店チェーンジョン・ルイスのクリスマスギフトのCMソングとしてカバー。このカバー・バージョンは、2014年11月6日に配信限定シングルとして発売され、2016年に発売されたEP『Spending All My Christmas』にも収録された。
オデールによるカバー・バージョンは、全英シングルチャートに9週にわたってチャートインし、2週目で最高位7位を記録した。
| #         | タイトル                    | 作詞・作曲     | 時間 |
| --------- | --------------------------- | -------------- | ---- |
| 1.        | 「リアル・ラヴ」(Real Love) | ジョン・レノン | 2:21 |
| 合計時間: | 合計時間:                   | 合計時間:      | 2:21 |

### チャート成績（トム・オデール版）
| チャート (2014年)                        | 最高位 |
| ---------------------------------------- | ------ |
| アイルランド (IRMA)                      | 16     |
| オランダ (Single Top 100)                | 89     |
| スコットランド (Official Charts Company) | 9      |
| UK シングルス (OCC)                      | 7      |

## その他のアーティストによるカバー
- レジーナ・スペクター - 2007年に発売されたトリビュート・アルバム『Instant Karma: The Amnesty International Campaign to Save Darfur』に収録[38]。同年に開催されたボナルー・フェスティバルでも演奏された[39]。
- アダム・サンドラー - 2009年に公開された映画『素敵な人生の終り方』で演奏。同作のサウンドトラック盤にも収録された[40]。
- シャキー・グレイブス（英語版） - 2020年にBandcampにて配信限定で発表した。